# Kolonia Mokre (gromada)
Kolonia Mokre – dawna gromada, czyli najmniejsza jednostka podziału terytorialnego Polskiej Rzeczypospolitej Ludowej w latach 1954–1972.
Gromady, z gromadzkimi radami narodowymi (GRN) jako organami władzy najniższego stopnia na wsi, funkcjonowały od reformy reorganizującej administrację wiejską przeprowadzonej jesienią 1954 do momentu ich zniesienia z dniem 1 stycznia 1973, tym samym wypierając organizację gminną w latach 1954–1972.
Gromadę Kolonia Mokre z siedzibą GRN w Kolonii Mokrem (w obecnym brzmieniu Mokre-Kolonia) utworzono – jako jedną z 8759 gromad na obszarze Polski – w powiecie głubczyckim w woj. opolskim, na mocy uchwały nr VII/19/54 WRN w Opolu z dnia 4 października 1954. W skład jednostki weszły obszary dotychczasowych gromad: Radynia, Pietrowice i Kolonia Mokre ze zniesionej gminy Mokre oraz Ciermięcice i Braciszów (bez PGR Zalesie) ze zniesionej Zubrzyce w tymże powiecie. Dla gromady ustalono 19 członków gromadzkiej rady narodowej.
31 grudnia 1959 do gromady Kolonia Mokre włączono wsie Mokre, Dobieszów i Pielgrzymów ze zniesionej gromady Dobieszów w tymże powiecie.
31 grudnia 1961 do gromady Kolonia Mokre włączono obszar zniesionej gromady Krasne Pole oraz wieś Zopowy i PGR Zalesie ze zniesionej gromady Zubrzyce w tymże powiecie.
Gromada przetrwała do końca 1972 roku, czyli do kolejnej reformy gminnej.